# L'Explorateur. Journal géographique et commercial

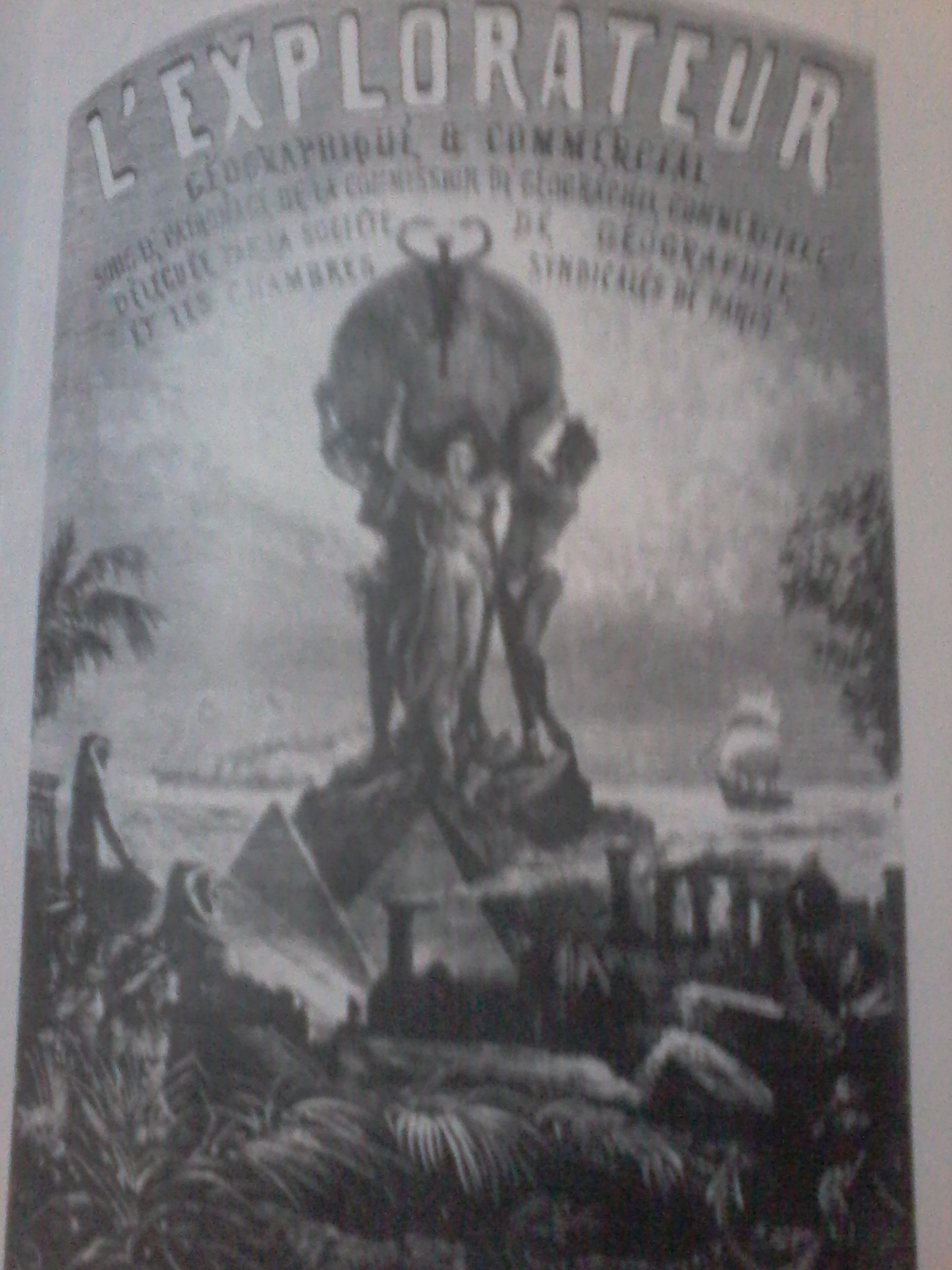
Couverture du Journal L'explorateur de décembre 1875

L'Explorateur. Journal géographique et commercial est une revue de géographie fondée en 1875.

## Historique
Fondée par Charles Hertz et Adolphe Puissant, la revue devient dès 1876 L'Exploration. Journal des conquêtes de la civilisation sur tous les points du globe puis en 1884 La Gazette géographique et l'exploration et en 1888, La Revue française de l'étranger et des colonies. 
La publication cesse en 1914. 

## Description
Patronnée par la Société de géographie commerciale, déléguée par la Société de géographie et les chambres syndicales de Paris, il s'agit d'un hebdomadaire avec illustrations, cartes et planches.
Parmi les textes célèbres qui y ont été publiés, on peut citer le texte de Jules Verne, Les Méridiens et le calendrier.